# Каннингем, Грег
Гре́гори Ри́чард (Грег) Ка́ннингем (англ. Gregory Richard «Greg» Cunningham; 31 января 1991, Карнмор, графство Голуэй) — ирландский футболист, защитник клуба «Кардифф Сити». Выступал за сборную Ирландии.

## Клубная карьера
Дебютировал за «Манчестер Сити» 24 января 2010 года в матче четвёртого раунда Кубка Англии против «Сканторп Юнайтед», выйдя на замену после перерыва вместо Найджела де Йонга.
Дебютировал в чемпионате Англии 11 апреля 2010 года в матче 34-го тура против «Бирмингем Сити», выйдя на замену на 90-й минуте вместо Адама Джонсона.
| Клуб                      | Сезон                     | Чемпионат | Чемпионат | Кубок | Кубок | Кубок Лиги | Кубок Лиги | Еврокубки | Еврокубки | Итого | Итого |
| Клуб                      | Сезон                     | Игры      | Голы      | Игры  | Голы  | Игры       | Голы       | Игры      | Голы      | Игры  | Голы  |
| ------------------------- | ------------------------- | --------- | --------- | ----- | ----- | ---------- | ---------- | --------- | --------- | ----- | ----- |
| Манчестер Сити            | 2009/10                   | 2         | 0         | 1     | 0     | —          | —          | —         | —         | 3     | 0     |
| Манчестер Сити            | 2010/11                   | —         | —         | —     | —     | —          | —          | 1         | 0         | 1     | 0     |
| Всего за «Манчестер Сити» | Всего за «Манчестер Сити» | 2         | 0         | 1     | 0     | 0          | 0          | 1         | 0         | 4     | 0     |
| Лестер Сити               | 2010/11                   | 12        | 0         | —     | —     | —          | —          | —         | —         | 12    | 0     |
| Всего за «Лестер Сити»    | Всего за «Лестер Сити»    | 13        | 0         | 0     | 0     | 0          | 0          | 0         | 0         | 13    | 0     |
| Всего за карьеру          | Всего за карьеру          | 15        | 0         | 1     | 0     | 0          | 0          | 1         | 0         | 17    | 0     |

(откорректировано по состоянию на 31 августа 2011)
28 января 2021 года Каннингем перешел в «Престон Норт Энд» на правах аренды до конца сезона 2020-21. 
26 апреля 2021 года Каннингем подписал новый контракт, по которому он останется в клубе до лета 2023 года.

## Международная карьера
Дебютировал за сборную 28 мая 2010 года в товарищеском матче против сборной Алжира.

### Матчи и голы за сборную Ирландии
| Матчи Грега Каннингема за сборную Ирландии | Матчи Грега Каннингема за сборную Ирландии | Матчи Грега Каннингема за сборную Ирландии | Матчи Грега Каннингема за сборную Ирландии | Матчи Грега Каннингема за сборную Ирландии | Матчи Грега Каннингема за сборную Ирландии | Матчи Грега Каннингема за сборную Ирландии |
| №                                          | Дата                                       | Место                                      | Оппонент                                   | Счёт                                       | Голы                                       | Соревнование                               |
| ------------------------------------------ | ------------------------------------------ | ------------------------------------------ | ------------------------------------------ | ------------------------------------------ | ------------------------------------------ | ------------------------------------------ |
| 1                                          | 28 мая 2010                                | Дублин                                     | Алжир                                      | 3 : 0                                      | —                                          | Товарищеский матч                          |
| 2                                          | 11 августа 2010                            | Дублин                                     | Аргентина                                  | 0 : 1                                      | —                                          | Товарищеский матч                          |
| 3                                          | 17 ноября 2010                             | Дублин                                     | Норвегия                                   | 1 : 2                                      | —                                          | Товарищеский матч                          |
| 4                                          | 6 февраля 2013                             | Дублин                                     | Польша                                     | 2 : 0                                      | —                                          | Товарищеский матч                          |

Итого: 4 матча ; 2 победы, 0 ничьих, 2 поражения.